# Питер Норт
О́лден Джо́зеф Бра́ун (Alden Joseph Brown; 11 мая 1957, Галифакс, Канада), известный под сценическим псевдонимом Пи́тер Норт (Peter North) — канадский порноактёр
, кинопродюсер, сценарист, порнорежиссёр
.

## Биография
Олден Джозеф Браун родился 11 мая 1957 года в Галифаксе (Канада). Окончив один из лучших колледжей города, J. L. Ilsley High School, в 1982 году переехал в Калифорнию.
В порнобизнесе с 24 лет. Известен прежде всего своей способностью к обильной эякуляции, за что получил неофициальный титул «Легенда камшота» и прозвище «Многозарядный пенис».
Псевдоним «Peter North» появился благодаря канадскому происхождению актёра, в переводе с английского North означает «Северный» (от английского «The Great White North». Также «The Great White North» — название коктейля филиппинского происхождения на основе ликеров «Калуа» и «Бейлиз»).
В Нью-Йорке есть хоккейная команда Peter North Stars, спонсируемая Питером Нортом.
В начале своей карьеры участвовал в гей-порно. Сцена совместного гей-секса присутствовала с Риком Донованом. Питер Норт под ником Мэтт Рэмзи снимался во многих гей-порножурналах, в том числе с эрегированным членом, сценами самоудовлетворения и эякуляции на лицо. Позднее Питер Норт во время многочисленных телешоу всячески отказывался комментировать свои ранние съёмки в гей-фильмах. Он так же сыграл камео в клипе Been to Hell группы Hollywood Undead в 2011 году.
В 1994 году выпустил книгу-пособие об отношениях с красивыми женщинами «Проникая в суть» (Penetrating Insights).
За время более чем 25-летней карьеры снялся в качестве актёра в 1617 фильмах, выступал режиссёром в 72, продюсировал 43 фильма.
В 2013 году Норт прекратил сниматься, заявив об окончании карьеры исполнителя. Однако в 2016 году, после женитьбы, Норт вернулся к съёмкам в качестве актёра вместе со своей женой Надей Норт и выпустил DVD под названием Faithfully Unfaithful: To Love, Honor and Share.

## Награды
- 1990 F.O.X.E Male Fan Favorite[10]
- 1991 F.O.X.E Male Fan Favorite[10]
- 1992 F.O.X.E Male Fan Favorite[10]
- 1998 AVN Лучшая групповая сцена — Gluteus to the Maximus[11]